# Jens Christian Mosegaard Madsen
Jens Madsen (Herning, 20 april 1970) is een Deens voormalig voetballer die speelde als verdediger.

## Carrière
Madsen maakte in 1987 zijn debuut voor Holstebro BK maar stapte na een seizoen al over naar Ikast FS waar hij bleef spelen tot in 1991. Nadien ging hij aan de slag bij Odense BK waar hij bleef spelen tot in 1995 nadien speelde hij nog voor Vejle BK en Aarhus GF.
Hij speelde als jeugdinternational voor Denemarken en nam deel aan de Olympische Spelen in 1992.
1 Jørgensen ·
2 Helveg ·
3 Laursen ·
4 Thomsen ·
5 Frank ·
6 Kjeldbjerg ·
7 Madsen ·
8 Ekelund ·
9 Molnar ·
10 Frandsen ·
11 Møller ·
12 Risager ·
13 Tøfting ·
14 Højer ·
15 Hansen · 
16 Flies ·
17 Mosegaard Madsen ·
18 Larsen ·
19 Andersen ·
20 Johansen ·
Coach: Jensen